# БНТ Море
БНТ Море е бивш български регионален телевизионен канал за Варна на Българската национална телевизия, създаден през 1972 г.

## История
На 2 май 1993 г. РТВЦ Варна започва излъчването на регионални програми, сутрин от 7:30 до 8:30 ч. на честотите на Канал 1 по българското Черноморско крайбрежие.
През 1998 г. стартира и самостоятелното излъчване Регионален телевизионен канал „Море“, като програмата му се излъчва от 17:00 до 23:00 часа за регионите на Варна и Бургас.
Програма „Море“ на РТВЦ Варна се излъчва от 16.00 до 24.00 часа всеки ден от септември 2007 г.
През 2008 г. каналът си променя името (както всички останали) на БНТ Море.
През 2011 г. всички регионални канали на БНТ са сляти с БНТ 2.